# Cabaret Voltaire

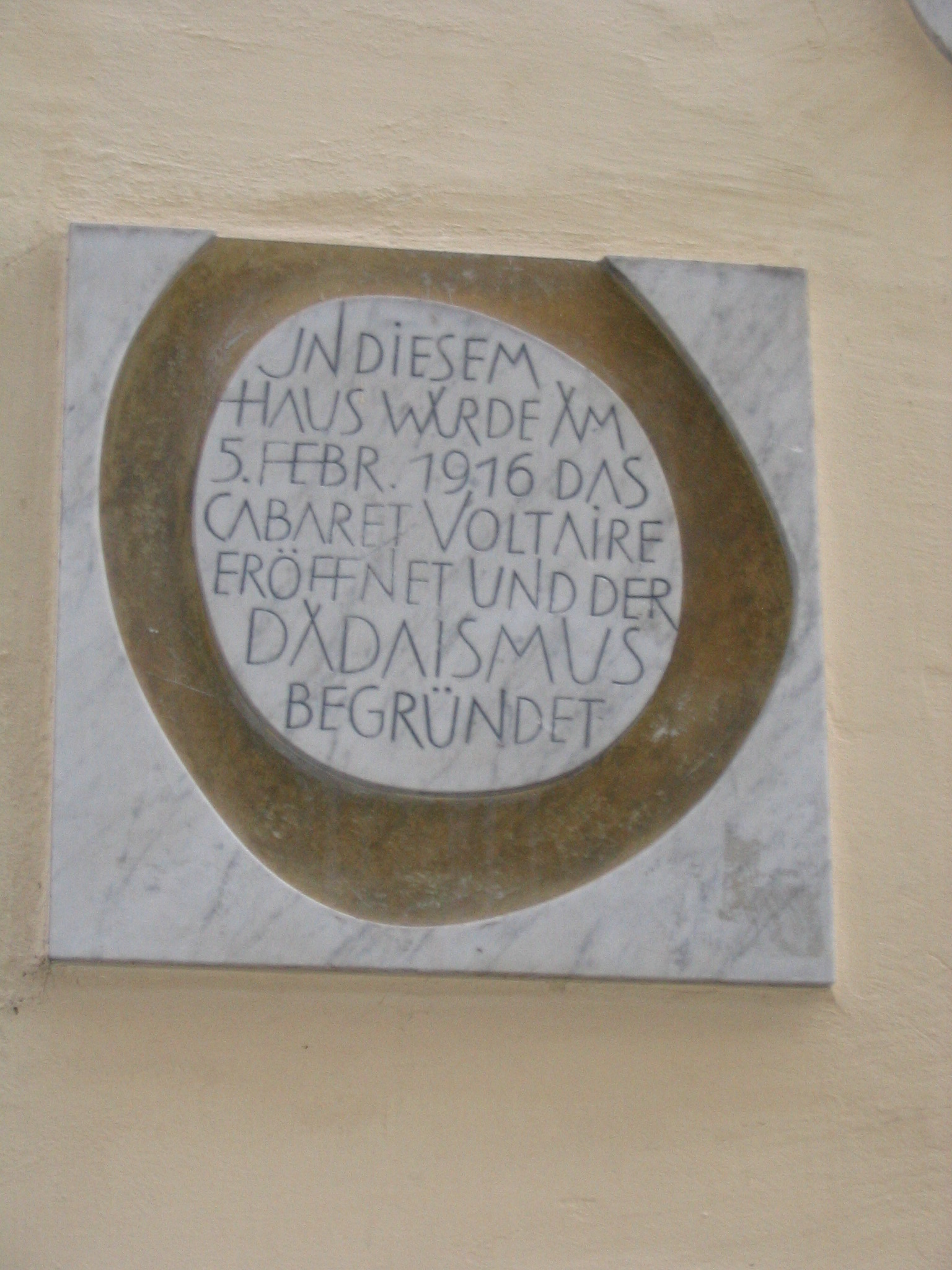
Placa situada en la pared del antiguo Cabaret Voltaire.

El Cabaret Voltaire fue un cabaré fundado el 5 de febrero de 1916 en Zúrich por la pareja Hugo Ball y Emmy Hennings. Respondía a fines artísticos y políticos y fue un lugar donde se experimentaron nuevas tendencias. Ubicado en la planta superior de un teatro, de cuyas serias exhibiciones se burlaban en sus espectáculos, las obras interpretadas en el cabaré tenían un perfil vanguardista y experimental. 

Cartel original de la primera función de Cabaret Voltaire creado por Marcel Slodki en 1916.

## Actividades
Fue en los estrechos diez metros cuadrados que ocupaba el local donde algunos piensan que se fundó el Movimiento Dadá. Además, los surrealistas, corriente que descendía directamente del dadaísmo, solían usarlo como lugar de encuentro. Tras una breve existencia, de apenas seis meses, en la cual se leyó el Manifiesto dadaísta, se cantaron diversas canciones populares y se hicieron performances y lecturas de poemas y prosas dadaístas (Poèmes sans mots, por ejemplo, el 23 de junio de 1916 y las representaciones furiosas de Richard Hülsenbeck) con la participación de otros miembros fundadores, como Marcel Janco, Tristan Tzara, Sophie Taeuber-Arp y Jean Arp en eventos no pocas veces escandalosos, que resultaron fundamentales para la fundación del movimiento de arte anárquico conocido como dadaísmo, se cerró en el verano de 1916.

## Historia ulterior

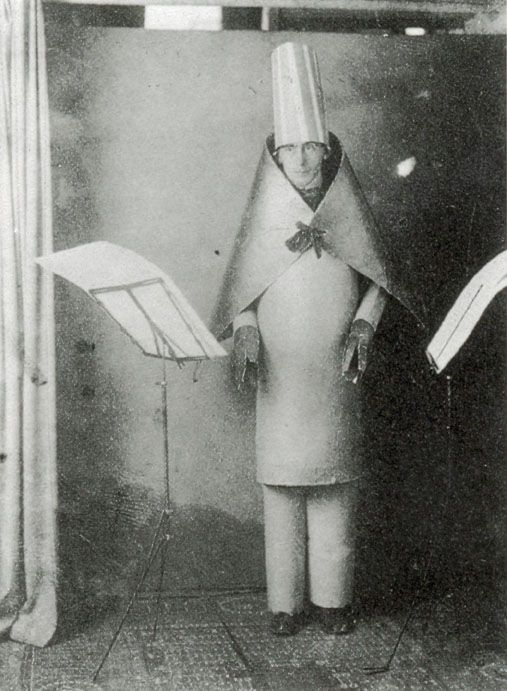
Studio-Fotoaufnahme für Einladungspostkarte zu Hugo Balls Auftritt im Cabaret Voltaire 1916

Con el paso del tiempo, el estado del local se fue deteriorando, hasta que en el invierno de 2002 un grupo de artistas autodenominado neo-dadaístas, organizado por Mark Divo "okupó" el Cabaret Voltaire. Reclamaban que ese local era un símbolo para una nueva generación de artistas que se alineaban dentro de una corriente que trata de hacer renacer el movimiento Dadá. Durante un período de unos tres meses hubo una serie de interpretaciones, fiestas, tardes poéticas y proyecciones de cine. Entre los artistas que participaron estaban Ingo Giezendammer, Mikry Drei, Lennie Lee, Leumund Cult, Aiana Calugar y Dan Jones. La vivienda se decoró tanto por fuera como por dentro. Miles de zuriqueses participaron en el experimento. El 2 de marzo de 2002, la policía expulsó a los «okupas», momento desde el que el edificio se convirtió en un museo en recuerdo de Dada.
En 2004, el Cabaret Voltaire fue declarado oficialmente una institución y desde entonces hay algunos post-dadaístas como Jonathan Meese que se consideran asociados a él de alguna manera. El nuevo Cabaret Voltaire en la Spiegelgasse 1 fue refundado gracias al esfuerzo de los Amigos de Dada. Desde el verano de 2004 se apuntó Philipp Meier como Director y Adrian Notz como codirector. De esta manera se ha podido añadir profesionalmente la Spiegelgasse 1. Hasta finales de 2013, fue Philipp Meier quien dirigió el departamento "PostDADA", mientras que Adrian Notz construyó la "DADAlogie". Adrian Notz es desde 2012 su único director. En el bajo y en el sótano se instaló una sala de exposiciones (Cripta) y una pequeña tienda. En la primera planta se encuentra un café con una sala para eventos.
Entre tanto, el Cabaret Voltaire está adoptando importantes personalidades como dadaístas, desde Alexander Archipenko, Tatsuo Okada hasta Mijaíl Bakunin. Desde febrero de 2016 organizan un “offizium” que se publica cada mañana en el periódico Tages-Anzeiger de Zúrich. 
Además salvaguardaron la tumba de Bakunin en el Cementerio de Bremgarten (Berna, Suiza), a iniciativa de un grupo de patrocinadores anónimos. La adopción de Bakunin como Dadaísta fue celebrada con una fiesta en el cementerio en su 200 aniversario de nacimiento. En 2016 reemplazaron la placa en la tumba por una placa de bronce del artista suizo Daniel Garbade que contiene un dibujo y una frase de Bakunin.

## En la cultura popular
- El Cabaret Voltaire es uno de los escenarios por donde pasa el protagonista de la novela La última respuesta, de Álex Rovira y Francesc Miralles.